# Sara Jane Ho

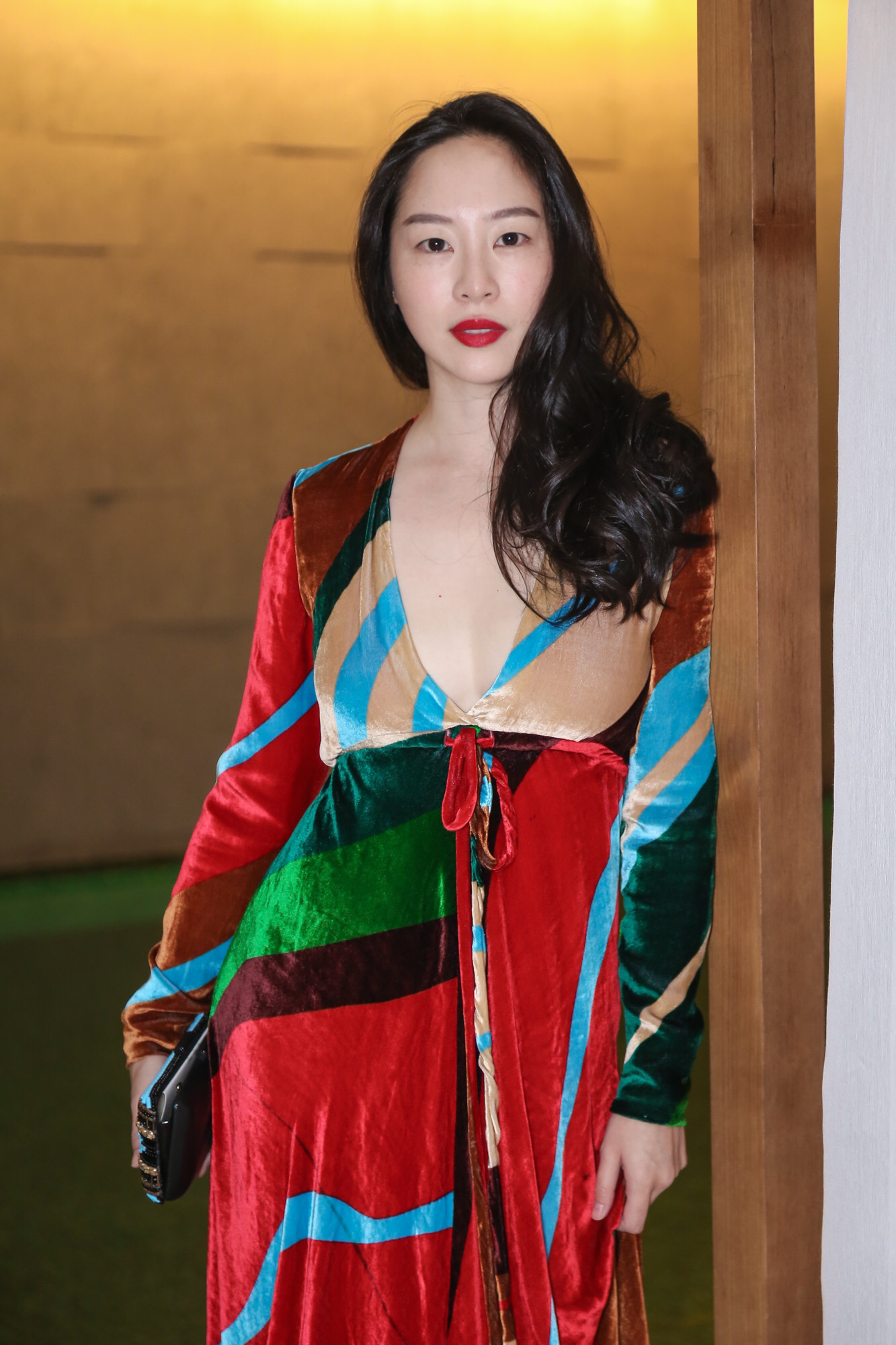
Sarah Jane Ho (2017)

Sara Jane Ho (chinesisch 何佩嵘; * 5. Dezember 1985 in Hongkong) ist eine chinesische Geschäftsfrau. Sie gründete 2013 das Sarita Institut, eine „finishing school“, in Peking und 2015 eine weitere in Shanghai. Wegen dieser Tätigkeiten zählte sie 2015 zu den 100 Women der BBC.

## Leben
Ho besuchte Schulen in ihrer Geburtsstadt Hongkong und die Phillips Exeter Academy in den Vereinigten Staaten. Sie studierte englischsprachige Literatur und Politikwissenschaften an der Georgetown University und erlangte einen Bachelorabschluss. Zusätzlich hat sie einen MBA von der Harvard Business School.
Von 2007 bis 2009 war Ho als Mergers & Acquisitions-Analysin bei einer New Yorker Investmentbank tätig. 2013 gründete sie in der chinesischen Hauptstadt Peking das Sarita Institute, das ist eine Schule nach Schweizer Vorbild, die auf das Erlernen von Etiquette ausgerichtet ist. Im Mai 2015 eröffnete sie in Shanghai einen zweiten Standort.

## Bücher (Auswahl)
- 生而优雅：淑媛礼仪 (Finishing Touch: Good Manners for the Debutante)